# Strade che non si inventeranno mai da sole
Strade che non si inventeranno mai da sole è una raccolta di Mia Martini, pubblicata nel 2004 dalla Venus. È stata ristampata col titolo di Danza pagana.

## Tracce
1. Spegni la testa
2. Strade che non si inventeranno mai da sole
3. Statte vicino a me
4. Il colore tuo
5. Un altro Atlantico
6. Chica chica bum
7. Domani più su
8. Dio c'è
9. Uomini farfalla
10. Versilia
11. Scenne l'argento
12. Danza pagana
13. Va' a Marechiaro
14. Almeno tu nell'universo